# Anna Lessel
Anna Amalia Lessel, född Larsson 3 april 1860 i Klockrike församling i Östergötlands län, död 17 november 1933 i Göteborgs Annedals församling i Göteborgs och Bohus län, var en svensk politiker.

## Biografi
Anna Lessel var dotter till hemmansägare Johan Peter Larsson och Margareta Andersdotter. Hon var lärare vid Göteborgs småskollärarseminarium 1890–1910 och rektor där 1910–1922. Hon var 1884 en av initiativtagarna till Göteborgs Kvinnoförening och till Göteborgs Kvinnliga Diskussionsklubb (GKD) 1911, och var dess första ordförande; hon var även ordförande i Göteborgs lärarinneförening 1890–1906. Hon var 1913–1919 ledamot av Göteborgs stadsfullmäktige för De frisinnade.
Anna Lesselsgatan i Rambergsstaden i Göteborg är uppkallad efter henne.